# Wupti.com

wupti.com var en dansk internetbutik, der med over 30.000 varenumre i sortimentet var en af Danmarks største e-shops for salg af elektronik og hårde hvidevarer[kilde mangler]. 
Virksomheden havde kontor og forretning i Århus, men havde tidligere kontor i Odense.
wupti.com blev etableret i 2006 af Torben Mouritsen og Claus Kristensen og var var del af 3C Holding-koncernen, som var ejet af Niels Thorborg. I 2015 blev wupti.com solgt til Dansk Supermarked, der i  2018 blev fusioneret til Salling Group. 